# Lac Taschereau (Taschereau)
Pour les articles homonymes, voir Taschereau.
Le lac Taschereau est un plan d'eau douce de la municipalité de Taschereau, dans la municipalité régionale de comté (MRC) de Abitibi-Ouest, dans la région administrative d'Abitibi-Témiscamingue, dans la province de Québec, au Canada.
Outre, la zone du village au sud-est du lac, ce plan d’eau est entouré de zones agricoles et forestières.
L'agriculture constitue la principale activité économique du secteur ; les activités récréotouristiques, en second. Ce bassin versant est desservi par la route 111 du côté sud-est du lac et du côté sud, par le chemin du Nord du côté ouest, ainsi que la route des 7e et 8e rang du côté est du lac.
Annuellement, la surface du lac est généralement gelée de la mi-novembre à la fin avril, néanmoins, la période de circulation sécuritaire sur la glace est habituellement de la mi-décembre à la mi-avril.

## Géographie
Les principaux bassins versants voisins du lac Taschereau sont :
- côté nord : petite rivière Bellefeuille, rivière Macamic, petite rivière Macamic ;
- côté est : ruisseau du Chevreuil, rivière Villemontel, rivière Chicobi, rivière Davy ;
- côté sud : lac Genest, lac Robertson (Taschereau), lac Loïs, rivière Kinojévis ;
- côté ouest : rivière Bellefeuille, rivière Loïs, rivière Fréville.

Ce plan d’eau comporte la Baie des Boutin (rive ouest) et la Baie Rose-Annette (rive est). Le cours d'eau Poirier (venant de l'Est) se déverse dans cette dernière baie.
L’embouchure du lac Taschereau est située à :
- 1,4 km au sud du centre du village de Taschereau ;
- 23,9 km au sud-est de l’embouchure de la rivière Bellefeuille ;
- 42,0 km au sud-est de l’embouchure de la rivière La Sarre ;
- 109,2 km à l'est de l’embouchure du lac Abitibi ;
- 50,6 km au nord-est de Rouyn-Noranda[1].

Le lac Taschereau est connecté au nord au lac Robertson (Taschereau) par un détroit de 0,7 km passant sous le pont ferroviaire du Canadien National et sous le pont de la route 111.
À la décharge de ce détroit, le courant coule sur 1,7 km vers le sud-ouest, jusqu’à l’embouchure du lac Robertson. De là, la rivière Bellefeuille laquelle coule sur 47,6 km vers le nord-ouest jusqu’à la rive est du lac Macamic que le courant traverse vers le nord-ouest sur 5,4 km. Le lac Macamic se déverse dans la rivière La Sarre laquelle se déverse à son tour sur la rive nord-est du lac Abitibi. De là, le courant traverse le lac Abitibi vers l'ouest sur 83,4 km jusqu’à son embouchure, en contournant cinq grandes presqu’îles s’avançant vers le nord et plusieurs îles.
À partir de l’embouchure du lac Abitibi, le courant emprunte le cours de la rivière Abitibi, puis de la rivière Moose (Ontario) pour aller se déverser sur la rive sud de la baie James.

## Toponymie
Le nom Taschereau renvoie à 63 toponymes au Québec, notamment la municipalité, des lacs, le canton, des rues (avenue ou boulevard), une anse, des ponts et deux rivières.
Le toponyme lac Taschereau a été officialisé le 5 décembre 1968 par la Commission de toponymie du Québec, soit lors de sa création.